# Hurt (album amerykańskiego zespołu Hurt)
Hurt - debiutancki album zespołu Hurt wydany przez niezależną wytwórnię w 2000 roku.

## Lista utworów
1. Unkind - 3:38
2. Better - 3:50
3. Confession - 3:01
4. Lost - 4:02
5. U-bleed - 5:09
6. Summers Lost - 1:56
7. The New Disease - 4:24
8. Denim - 3:40
9. Abuse of SID - 4:13
10. Just A Thought - 3:27
11. Yearn - 2:10